# RPL37A
RPL37A (англ. Ribosomal protein L37a) – білок, який кодується однойменним геном, розташованим у людей на короткому плечі 2-ї хромосоми.  Довжина поліпептидного ланцюга білка становить 92 амінокислот, а молекулярна маса — 10 275.
| 10         |  | 20         |  | 30         |  | 40         |  | 50         |
| ---------- |  | ---------- |  | ---------- |  | ---------- |  | ---------- |
| MAKRTKKVGI |  | VGKYGTRYGA |  | SLRKMVKKIE |  | ISQHAKYTCS |  | FCGKTKMKRR |
| AVGIWHCGSC |  | MKTVAGGAWT |  | YNTTSAVTVK |  | SAIRRLKELK |  | DQ         |

A: Аланін

C: Цистеїн

D: Аспарагінова кислота

E: Глутамінова кислота

F: Фенілаланін

G: Гліцин

H: Гістидин

I: Ізолейцин

K: Лізин

L: Лейцин

M: Метіонін

N: Аспарагін

Q: Глутамін

R: Аргінін

S: Серин

T: Треонін

V: Валін

W: Триптофан

Кодований геном білок за функціями належить до рибонуклеопротеїнів, рибосомних білків. 
Білок має сайт для зв'язування з іонами металів, іоном цинку. 